# Municipio de Pomona (Illinois)
El municipio de Pomona (en inglés: Pomona Township) es un municipio ubicado en el condado de Jackson en el estado estadounidense de Illinois. En el año 2010 tenía una población de 802 habitantes y una densidad poblacional de 5,87 personas por km².

## Geografía
El municipio de Pomona se encuentra ubicado en las coordenadas 37°38′29″N 89°21′20″O / 37.64139, -89.35556. Según la Oficina del Censo de los Estados Unidos, el municipio tiene una superficie total de 136.63 km², de la cual 129,53 km² corresponden a tierra firme y (5,2 %) 7,1 km² es agua.

## Demografía
Según el censo de 2010, había 802 personas residiendo en el municipio de Pomona. La densidad de población era de 5,87 hab./km². De los 802 habitantes, el municipio de Pomona estaba compuesto por el 96,76 % blancos, el 0,25 % eran afroamericanos, el 0,12 % eran amerindios, el 0,25 % eran asiáticos, el 0,62 % eran de otras razas y el 2 % eran de una mezcla de razas. Del total de la población el 1,25 % eran hispanos o latinos de cualquier raza.